# ちな
ちな（1996年2月23日 - ）は、日本のアニメーター。大阪府出身。

## 来歴
高校時代より『ゆるゆり♪♪』に原画として参加。浪人時代にも『遊☆戯☆王ARC-V』や『ヤマノススメ セカンドシーズン』などに参加しており、大学入学後に中退。
2018年の『ヤマノススメ サードシーズン』ではコンテ・演出・原画を一人で担当したことで話題となった。2023年現在、TOHO animation STUDIO所属。

## 作品

### テレビアニメ
- ろんぐらいだぁす!（2016年、絵コンテ・演出・作画監督）
- ネト充のススメ（2017年、絵コンテ）
- ヤマノススメ サードシーズン（2018年、絵コンテ・演出・作画[1]）
- 平家物語（2021年、絵コンテ・演出[4]）
- ヤマノススメ Next Summit（2022年、脚本・絵コンテ・演出・作画監督[5]）
- 薬屋のひとりごと（2023年、絵コンテ・演出）
- ぷにるはかわいいスライム（2024年、絵コンテ・演出）

### アニメ映画
- 劇場版デート・ア・ライブ 万由里ジャッジメント（2015年、作画監督[3]）

### Webアニメ
- TOHO animation ミュージックフィルムズ「でたらめな世界のメロドラマ」（2023年、監督[3]）

### ミュージックビデオ
- まふまふ「それを愛と呼ぶだけ」（2020年、キャラクター原案・監督・原画[6]）